# Combat de Togbao
Le combat de Togbao ou de Niellim est livré le 17 juillet 1899 au Tchad, pendant les opérations de conquête de ce pays par les troupes françaises. Une colonne franco-baguirmienne est anéantie après une bataille acharnée, par les forces de Rabah, seigneur de la guerre et trafiquant d'esclaves soudanais, qui s'est emparé du sultanat du Bornou.
Un monument au capitaine Braun et au maréchal des logis Martin, de la mission Bretonnet, qui fut massacrée au combat de Togbao par Rabah, se trouve au parc de la Planchette à Levallois-Perret.

## Sources
- Ousmane Sembène, Le dernier de l'empire : roman sénégalais, Paris, L'Harmattan, coll. « Encres noires, » (no 8/9), 2010, 438 p. (ISBN 978-2-858-02169-7)
- Jean Malval (préf. Marie-José Tubiana), Essai de chronologie tchadienne, 1707-1940, Paris, Éditions du Centre national de la recherche scientifique, 1974, 167 p. (ISBN 978-2-222-01625-0, OCLC 925066722).